# Llista de societats musicals del País Valencià
Relació de societats musicals valencianes, per comarques segons el cens de la Federació de Societats Musicals de la Comunitat Valenciana.

## Alacantí
- Societat Filarmònica Unió Musical (Agost)
- Centre Artístic Cultural Verge de la Pau (Agost)
- Unió Musical d'Aigües (Aigües)
- Unió Musical Ciutat d'Asís (Alacant)
- Societat Musical l'Amistat (El Palamó-Alacant)
- L'Harmonia Societat Musical (Alacant)
- Agrupació Musical de la Societat Esportiva Cultural Carolines (Alacant)
- Unió Musical de Busot (Busot)
- Associació Musica l'Avanç (El Campello)
- Societat Musical l'Aliança (Mutxamel)
- Societat Musical La Pau (Sant Joan d'Alacant)
- Societat Musical L'Esperança (Sant Vicent del Raspeig)
- Societat Musical l'Aliança (La Torre de les Maçanes)
- Agrupació Artístico-Musical El Treball (Xixona)

## Alcoià
- Societat Unió Musical d'Alcoi (Alcoi)
- Societat Musical Nova d'Alcoi (Alcoi)
- Centre Instructiu Musical Apolo (Alcoi)
- Agrupació Musical Serpis d'Alcoi (Alcoi)
- Societat Musical de Banyeres de Mariola (Banyeres de Mariola)
- Agrupació Musical La Nova (Banyeres de Mariola)
- Ateneu Musical Sant Roc (Castalla)
- Agrupació Musical Santa Cecília (Castalla)
- Unió Musical d'Ibi (Ibi)
- Centre Instructiu Musical d'Onil (Onil)
- Societat Musical Cultural (Penàguila)
- Societat Musical La Magdalena (Tibi)

## Alcalatén
- Agrupació Musical L'Alcalatén de l'Alcora (l'Alcora)
- Associació Amics de la Música de Figueroles (Figueroles)
- Unió Musical Llucenenca (Llucena)

## Alt Maestrat
- Associació Musical Santa Cecília d'Albocàsser (Albocàsser)
- Societat Musical Banda Santa Cecília d'Atzeneta (Atzeneta del Maestrat)
- Banda de Música Font d'En Segures (Benassal)
- Unió Musical Catinenca (Catí)
- Banda de Música Santa Quitèria (Tírig)
- Unió Musical de Vilafranca (Vilafranca)

## Alt Millars
- Unió Musical Santa Cecília d'Aiòder (Aiòder)
- Societat Musical José Pradas (Vilafermosa)

## Alt Palància
- Unió Musical i Cultural d'Altura (Altura)
- Societat Unió Musical (Assuévar)
- Agrupació Musico-Cultural Verge de Loreto de Begís (Begís)
- Societat Artístico-Musical (Castellnou)
- Associació Cultural Unió Musical de Caudiel (Caudiel)
- Societat Musical de Geldo (Geldo)
- Unió Artística Musical de Navaixes (Navaixes)
- Societat Musical de Sogorb (Sogorb)
- Unió Musical de Soneixa (Soneixa)
- Unió Musical de Sot de Ferrer (Sot de Ferrer)
- Unió Musical i Cultural Santa Cecília de Teresa (Teresa)
- Unió Musical Santa Cecília de Viver (Viver)
- Societat Musical i Cultural Otobesa de Xèrica (Xèrica)

## Alt Vinalopó
- Societat Banda de Música la Pau (Beneixama)
- Societat Unió Musical Biarense (Biar)
- Societat Musical Santa Cecília (el Camp de Mirra)
- Societat Unió Musical i Artística de Saix (Saix)
- Societat Instructiva Musical Sones de Saix (Saix)
- Unió Musical Sant Miquel de Salines (Salines)

## Baix Maestrat
- Associació Musical Santa Cecília d'Alcalà de Xivert (Alcalà de Xivert)
- Associació Musical Ciutat de Benicarló (Benicarló)
- Coral Polifònica Benicarlanda (Benicarló)
- Agrupació Musical Vila de Càlig (Càlig)
- Agrupació Musical Santa Cecília de Canet lo Roig (Canet lo Roig)
- Unió Musical Santa Cecília de Cervera del Maestrat (Cervera del Maestrat)
- Societat Musical Santa Cecília de la Jana (la Jana)
- Associació Musical Verge de l'Ermitana de Peníscola (Peníscola)
- Associació Musical Filharmònica Rossellana (Rossell)
- Unió Musical Salsadellense (la Salzadella)
- Associació Musical Sant Jordi (Sant Jordi)
- Banda de Música Santa Cecília de Sant Mateu (Sant Mateu)
- Agrupació Musical Santa Magdalena de Polpís (Santa Magdalena de Polpís)
- Unió Musical de Traiguera (Traiguera)
- Societat Musical L'Aliança (Vinaròs)
- Unió Musical Xertolina (Xert)

## Baix Segura
- Societat Unió Musical L'Aurora (Albatera)
- Associació Musical Santiago Apòstol (Albatera)
- Societat Musical i Cultural d'Algorfa (Algorfa)
- Societat Unió Musical Almoradí (Almoradí)
- Centre Artístic Musical de Benejússer (Benejússer)
- Centre Musical Jovenil de Benferri (Benferri)
- Unió Musical de Bigastre (Bigastre)
- Societat Art Musical La Filarmònica (Callosa de Segura)
- Societat Unió Musical La Constància (Catral)
- Societat Musical L'Armònica de Coix (Coix)
- Societat Unió Musical Sant Miquel Arcàngel (Daia Nova)
- Societat Unió Musical de Dolors (Dolors)
- Associació Musical de Formentera del Segura (Formentera del Segura)
- Societat Nova Unió Musical (Granja de Rocamora)
- Agrupació Musical de Guardamar (Guardamar del Segura)
- Agrupació Musical Montesinos (els Montesins)
- Unió Musical de Sant Bertomeu (Sant Bertomeu - Oriola)
- Unió Lírica Orcelitana (Oriola)
- Joventut Musical La Murada (La Murada - Oriola)
- Associació Músico-Cultural Orcelis (Oriola)
- Unió Musical Foradada (Pilar de la Foradada)
- Societat Art Musical de Rafal (Rafal)
- Unió Musical de Redovà (Redovà)
- Banda de Música Santa Cecília (Rojals)
- Banda de Música La Lira (Rojals)
- Unió Musical de Sant Fulgenci (Sant Fulgenci)
- Societat Unió Musical Sant Isidre (Sant Isidre)
- Nova Unió Musical Verge de Fàtima Sant Isidre (Sant Isidre)
- Unió Musical Torrevellenca (Torrevella)
- Societat Musical Ciutat de Torrevella Los Salerosos (Torrevella)
- Unió Musical de Xacarella (Xacarella)

## Baix Vinalopó
- Societat Unió Musical de Crevillent (Crevillent)
- Societat Musical Adagio (Crevillent)
- Associació Musical La Sinfònica de Crevillent (Crevillent)
- Banda Unió Musical de Santa Pola (Santa Pola)
- Associació Musical Mare de Déu de Loreto (Santa Pola)

## Camp de Morvedre
- Banda Músico-Cultural (Albalat dels Tarongers)
- Unió Musical d'Algímia (Algímia d'Alfara)
- Agrupació Músico-Cultural (Algar de Palància)
- Banda Municipal de Música de Canet (Canet d'en Berenguer)
- Unió Musical Cultural Estivella (Estivella)
- Societat Joventut Musical de Faura (Faura)
- Joventut Musical Verge de l'Estrella (Gilet)
- Unió Musical Petresana (Petrés)
- Societat Joventut Musical (Quart de les Valls)
- Societat Unió Musical Quartell (Quartell)
- Unió Musical Portenya (Port de Sagunt-Sagunt)
- Societat Musical Lira Saguntina (Sagunt)

## Camp de Túria
- Unió Musical de Benaguasil (Benaguasil)
- Ateneu Musical i Cultural de Benaguasil (Benaguasil)
- Societat Musical La Familiar (Benissanó)
- Centre Artístic Musical (Bétera)
- Unió Musical Casinense (Casinos)
- Societat Artística Musical Santa Cecília de Domenyo (Domenyo)
- Unió Musical l'Eliana (l'Eliana)
- Societat Musical Santa Cecília de Gàtova (Gàtova)
- Unió Musical de Llíria (Llíria)
- Ateneu Musical i d'Ensenyament Banda Primitiva de Llíria (Llíria)
- Banda Musical U.D.P Llíria-Camp de Túria-Serrans (Llíria)
- Societat Musical Sant Joan Baptista de Loriguilla (Loriguilla)
- Societat Musical La Marinense (Marines)
- Societat Musical Santa Cecília (Nàquera)
- Corporació Musical (La Pobla de Vallbona)
- Societat Unió Musical de Riba-roja de Túria (Riba-roja de Túria)
- Societat Musical de Sant Antoni de Benaixeve (Sant Antoni de Benaixeve)
- Societat Musical la Primitiva de Serra (Serra)
- Unio Musical de Serra ([ Serra])
- Unió Artística Musical (Vilamarxant)
- Amics de la Música de Sant Antoni de Benaixeve (Sant Antoni de Benaixeve)

## Canal de Navarrés
- Nova Artística Anna (Anna)
- Unió Musical La Lira de Bicorp (Bicorp)
- Societat Musical Sant Francesc de Paula (Bolbait)
- Unió Musical Santa Cecília d'Énguera (Énguera)
- Unió Musical Millarense (Millars)
- Foment Musical Navarrés (Navarrés)
- Societat Unió Musical de Quesa (Quesa)
- Societat Unió Musical Verge de Gràcia (Xella)

## Comtat
- Societat Unió Musical d'Agres (Agres)
- Societat Musical Cultural d'Alcoletja (Alcoletja)
- Societat Instructiva Musical Santa Cecília (Alfafara)
- Societat Unió Musical de Beniarrés (Beniarrés)
- La Filarmònica Benillobense (Benilloba)
- Unió Musical Contestana (Cocentaina)
- Societat Ateneu Musical de Cocentaina (Cocentaina)
- Societat Musical Mestre Orts (Gaianes)
- Agrupació Musical El Deliri de Gorga (Gorga)
- Societat Cultural Unió Musical de Muro (Muro)
- Unió Musical L'Orxa (l'Orxa)
- Unió Musical Planes (Planes)

## Costera
- Societat Unió Musical L'Alcúdia de Crespins (l'Alcúdia de Crespins)
- Unió Musical Santa Cecília de Barxeta (Barxeta)
- Associació Musical Canalense (Canals)
- Unió Musical Santa Cecília de Canals (Canals)
- Societat Musical La Lira Fontiguerense (la Font de la Figuera)
- Cultural Instructiva Unió Musical Genovense (el Genovés)
- Societat Musical Santa Cecília (la Granja de la Costera)
- Unió Musical Llanera de Ranes (Llanera de Ranes)
- Unió Musical San Diego (Llocnou d'En Fenollet)
- Societat Musical de la Llosa de Ranes (la Llosa de Ranes)
- Societat Musical La Constància de Moixent (Moixent)
- Unió Musical de Montesa (Montesa)
- Societat Musical de Novetlè (Novetlè)
- Unió Musical de Rotglà i Corberà (Rotglà i Corberà)
- Unió Protectora Musical (Vallada)
- Unió Musical Valladina (Vallada)
- Societat Musical La Nova (Xàtiva)
- Societat Musical La Primitiva Setabense (Xàtiva)

## Foia de Bunyol
- Societat Instructiva Musical La Primitiva (Alboraig)
- Societat Musical L'Artística de Bunyol (Bunyol)
- Centre Instructiu Musical La Armònica (Bunyol)
- Associació Musical Verge del Roser (Dosaigües)
- Unió Musical de Godelleta (Godelleta)
- Societat Unió Musical de Iàtova (Iàtova)
- Centre Instructiu Musical Santa Cecília (Iàtova)
- Societat Musical Santa Cecília de Macastre (Macastre)
- Societat Musical La Pau (Setaigües)
- Associació Musical La Lira de Xest (Xest)
- Societat Musical l'Artística de Xiva (Xiva)

## Horta Nord
- Unió Musical d'Albalat dels Sorells (Albalat dels Sorells)
- Societat Musical d'Alboraia (Alboraia)
- Societat Musical Centre Eslava (Albuixec)
- Agrupació Musical d'Alfara del Patriarca (Alfara del Patriarca)
- Centre Estudi Musical (Almàssera)
- Societat Musical de Bonrepòs i Mirambell (Bonrepòs i Mirambell)
- Unió Musical Amadeus Burjassot (Burjassot)
- Agrupació Musical Los Silos (Burjassot)
- Centre Artístic Musical Santa Cecília de Foios (Foios)
- Casino Musical de Godella (Godella)
- Societat Musical de Massalfassar (Massalfassar)
- Unió Musical de Massamagrell (Massamagrell)
- Societat Musical Amics de la Música de Meliana (Meliana)
- Unió Musical de Montcada (Montcada)
- Centre Artístic Musical de Montcada (Montcada)
- Societat Unió Musical Museros (Museros)
- Centre Musical Paternense (Paterna)
- Unió Musical de la Pobla de Farnals (la Pobla de Farnals)
- Societat Musical Orquestra Jove de Puçol (Puçol)
- Centre Musical i Instructiu Santa Cecília de Puçol (Puçol)
- Unió Musical Santa Maria del Puig (el Puig)
- Societat Musical La Primitiva de Rafelbunyol (Rafelbunyol)
- Unió Musical L'Antiga de Rocafort (Rocafort)
- Associació Rocafort Musical (Rocafort)
- Agrupació Artístico-Musical Tavernes Blanques (Tavernes Blanques)
- Societat Renaixement Musical (Vinalesa)

## Horta Sud
- Joventut Musical d'Albal (Albal)
- Escola Coral de Veus d'Albal (Albal)
- Unió Musical d'Alaquàs (Alaquàs)
- Centre Educatiu Musical i Artístic (Alaquàs)
- Societat Musical Santa Cecília d'Alcàsser (Alcàsser)
- Unió Musical d'Aldaia (Aldaia)
- Banda Sinfònica d'Aldaia (Aldaia)
- Agrupació Musical els Majors de l'Horta Sud (Aldaia)
- Centre Instructiu Musical d'Alfafar (Alfafar)
- Associació Cultural Amics de la Música d'Alfafar (Alfafar)
- Agrupació Musical Orba d'Alfafar (Alfafar)
- Societat Artística i Cultural Unió Musical de Benetússer (Benetússer)
- Banda Primitiva de Benetússer (Benetússer)
- Centre Instructiu Musical de Beniparrell (Beniparrell)
- Societat Unió Musical de Catarroja (Catarroja)
- Societat Musical l'Artesana (Catarroja)
- L'Artística Manisense (Manises)
- Centre Instructiu Musical de Massanassa (Massanassa)
- Unió Musical de Mislata (Mislata)
- Centre Instructiu Musical de Mislata (Mislata)
- Unió Musical de Paiporta (Paiporta)
- Banda Primitiva de Paiporta (Paiporta)
- Unió Musical de Picanya (Picanya)
- Societat Musical l'Om de Picassent (Picassent)
- Societat Artístico-Musical de Picassent (Picassent)
- Societat Artístico-Musical la Unió de Quart de Poblet (Quart de Poblet)
- Agrupació Musical L'Amistat (Quart de Poblet)
- Associació Musical del Barri del Crist (Barri del Crist - Quart de Poblet)
- Agrupació Musical Santa Cecília (Sedaví)
- Agrupació Musical la Lírica (Silla)
- Unió Musical de Torrent (Torrent)
- Banda de Música del Cercle Catòlic (Torrent)
- Cercle Instructiu Musical (Xirivella)

## Marina Alta
- Unió Musical Beniarbeig (Beniarbeig)
- Agrupació Musical el Séguili (Benidoleig)
- Agrupació Musical la Rectoria (Benimeli)
- Societat Lírica i Musical de Benissa (Benissa)
- Societat Musical de Calp (Calp)
- Unió Musical la Primitiva de Castell de Castells (Castell de Castells)
- Agrupació Artística Musical de Dénia (Dénia)
- Unió Musical de Gata de Gorgos (Gata de Gorgos)
- Unió Musical d'Ondara (Ondara)
- Unió Musical Orbense (Orba)
- Agrupació Musical de Parcent (Parcent)
- Centre Artístic Musical de Pedreguer (Pedreguer)
- Agrupació Musical de Pego (Pego)
- Agrupació Músic-Municipal Santa Maria Magdalena (el Poble Nou de Benitatxell)
- Unió Musical Els Poblets (els Poblets)
- Agrupació Musical Cultural de Teulada (Teulada)
- Unió Musical la Vall d'Ebo (Vall d'Ebo)
- Associació Banda Municipal de Vall de Laguar (la Vall de Laguar)
- Associació Musical el Verger (el Verger)
- Associació Musical Jalonense (Xaló)
- Centre Artístic Musical de Xàbia (Xàbia)

## Marina Baixa
- Societat Musical la Lira d'Alfàs del Pi (l'Alfàs del Pi)
- Societat Filharmònica Alteanense (Altea)
- Societat Recreativa Musical d'Altea la Vella (Altea)
- Unió Musical de Benidorm (Benidorm)
- Societat Musical l'Illa de Benidorm (Benidorm)
- Societat Musical la Nova de Benidorm (Benidorm)
- Associació d'Amics de la Música de Callosa d'en Sarrià (Callosa d'en Sarrià)
- Centre Musical Puig Campana (Finestrat)
- Unió Musical La Nucia (la Nucia)
- Societat Musical Lira Orxetana (Orxeta)
- Unió Musical de Polop de la Marina (Polop)
- Societat Musical Lira Relleuense (Relleu)
- Unió Musical l'Aurora (Sella)
- Unió Musical Tàrbena (Tàrbena)
- Ateneu Musical la Vila Joiosa (la Vila Joiosa)
- Agrupació Musical Mediterrani (la Vila Joiosa)

## Ports
- Societat Musical Cinctorrana (Cinctorres)
- Associació Musical Mestre Candel (Morella)

## Plana Alta
- Unió Instructivo-Musical La Esmeralda d'Almassora (Almassora)
- Unió Musical Santa Cecília de Benicàssim (Benicàssim)
- Unió Musical Amor a l'Art (Benlloc)
- Unió Musical Lira Borriolenca (Borriol)
- Agrupació Filharmònica Borriolenca (Borriol)
- Unió Musical Santa Cecília de Cabanes (Cabanes)
- Unió Musical Castellonenca (Castelló de la Plana)
- Associació Unió Musical del Grau (Grau-Castelló de la Plana)
- Associació Cultural Arts Musicals de Castelló (Castelló de la Plana)
- Unió Musical Covarxina (les Coves de Vinromà)
- Unió Musical d'Orpesa (Orpesa)
- Associació Cultural Amics de la Música (Sant Joan de Moró)
- Associació Cultural Unió Musical de Torreblanca (Torreblanca)
- Associació Musical Valldalbenca (la Vall d'Alba)
- Associació Cultural La Roca Banda de Música la Lira (Vilafamés)
- Societat Musical Santa Cecília de Vilanova d'Alcolea (Vilanova d'Alcolea)

## Plana Baixa
- Associació Musical Santa Cecília d'Almenara (Almenara)
- Societat Unió Musical Alqueriense (les Alqueries)
- Unió Musical Artanense (Artana)
- Unió Musical de Betxí (Betxí)
- Associació Unió Musical Eslidense (Eslida)
- Unió Musical d'Alfondeguilla (Alfondeguilla)
- Unió Musical Sant Felip de Neri (la Llosa)
- Societat Unió Musical Santa Cecília de Moncofa (Moncofa)
- Associació Musical Artística Nulense (Nules)
- Unió Musical Santa Cecília d'Onda (Onda)
- Unió Musical Santa Cecília de Ribesalves (Ribesalbes)
- Associació Unió Musical Santa Cecília de Suera (Suera)
- Associació Musical Talense (Tales)
- Unió Musical Vallduxense (la Vall d'Uixó)
- Centre Instructiu d'Art i Cultura (la Vall d'Uixó)
- Ateneu Musical Schola Cantorum (la Vall d'Uixó)
- Unió Musical la Lira de Vila-real (Vila-real)
- Agrupació Musical Artística Santa Cecília de la Vilavella (la Vilavella)
- Unió Musical Santa Cecília de Xilxes (Xilxes)

## Plana d'Utiel
- Unió Musical Mar Chica (Camporrobles)
- Associació Cultural Banda de Música l'Àngel (Caudete de las Fuentes)
- Unió Musical de Fuenterrobles (Fuenterrobles)
- Societat Musical Santa Cecília de Requena (Requena)
- Societat Musical l'Armònica de Sant Antoni (Sant Antoni - Requena)
- Unió Musical El Arte (Sinarques)
- Unió Musical Utielana (Utiel)
- Centre Musical Los Corrales (Utiel)
- Associació Músico-Cultural Ciutat d'Utiel (Utiel)
- Agrupació Musical Las Cuevas (Las Cuevas - Utiel)
- Unió Musical de Venta del Moro (Venta del Moro)
- Unió Musical Sant Roc (Villargordo del Cabriol)
- Societat Musical Santa Cecília de Xera (Xera)

## Racó d'Ademús
- Societat Musical d'Ademús (Ademús)

## Ribera Alta
- Societat Unió Musical d'Alberic (Alberic)
- Societat Artístico-Musical Alcàntera de Xúquer (Alcàntera de Xúquer)
- La Filharmònica Alcudiana (l'Alcúdia)
- Agrupació Musical de Veterans Ribera del Xúquer (l'Alcúdia)
- Societat Protectora Musical la Lira d'Alfarb (Alfarb)
- Agrupació Musical La Patxaranga (Algemesí)
- Schola Cantorum d'Algemesí (Algemesí)
- Societat Musical d'Algemesí (Algemesí)
- Societat Artística Musical (Alginet)
- Societat Musical d'Alzira (Alzira)
- Societat Unió Musical d'Antella (Antella)
- Societat Protectora Musical d'Antella (Antella)
- Agrupació Musical de Beneixida (Beneixida)
- Societat Unió Musical de Benimodo (Benimodo)
- Societat Artístico-Musical de Benifaió (Benifaió)
- Societat Musical i Recreativa Lira i Casino Carcaixentí (Carcaixent)
- Societat Artístico-Musical la Vall (Càrcer)
- Unió Musical de Carlet (Carlet)
- Agrupació Musical L'Artística de Carlet (Carlet)
- Societat Musical Lira Castellonera (Castelló de la Ribera)
- Unió Musical de Catadau (Catadau)
- Agrupació Musical Enovense (l'Ènova)
- Unió Musical de Gavarda (Gavarda)
- Societat Unió Musical Santa Cecília de Guadassuar (Guadassuar)
- Societat Unió Protectora Musical (Llombai)
- Agrupació Musical de Manuel (Manuel)
- Associació Musical la Vila de Massalavés (Massalavés)
- Unió Artística Musica (Montroi)
- Societat Musical l'Armonia (Montroi)
- Societat Instructiva Unió Musical de Montserrat (Montserrat)
- Unió Musical la Pobla Llarga (la Pobla Llarga)
- Ateneu Musical de Rafelguaraf (Rafelguaraf)
- Unió Musical Lira Realense (Real de Montroi)
- Agrupació Musical Cultural Sant Joanet (Sant Joan de l'Ènova)
- Agrupació Musical de Senyera (Senyera)
- Unió Musical el Xúquer (Sumacàrcer)
- Societat Musical Turisense (Torís)
- Societat Musical de Tous (Tous)

## Ribera Baixa
- Ateneu Musical i Cultural d'Albalat de la Ribera (Albalat de la Ribera)
- Societat Musical Lira Almussafense (Almussafes)
- Unió Musical de Benicull (Benicull)
- Ateneu Musical la Lira (Corbera)
- Societat Musical Instructiva Santa Cecília de Cullera (Cullera)
- Ateneu Musical de Cullera (Cullera)
- Associació Amics de la Música (Favara)
- Societat Musical Santa Cecília de Fortaleny (Fortaleny)
- Ateneu Instructiu Musical Giner (Llaurí)
- Associació Musical Polinyenense (Polinyà de Xúquer)
- Societat Unió Musical de Riola (Riola)
- Societat Unió Artístico-Musical Sollana (Sollana)
- Societat Unió Musical de Sueca (Sueca)
- Ateneu Musical de Sueca (Sueca)
- Agrupació musical el Perelló (el Perelló - Sueca)

## Safor
- Agrupació Musical Santa Cecília d'Ador (Ador)
- Agrupació MUsical d'Alfauir (Alfauir)
- Associació Musical l'Almoina (Almoines)
- Unió Musical Santa Cecília (l'Alqueria de la Comtessa)
- Societat Unió Musical Santa Cecília de Barx (Barx)
- Agrupació Artístico-Musical Santa Cecília (Bellreguard)
- Agrupació Artístico-Musical Ausias March (Beniarjó)
- Societat Musical l'Entusiasta www.lentusiasta.info (Benifairó de la Valldigna)
- Societat Musical Benirredrà (Benirredrà)
- Associació Musical Daimusense (Daimús)
- Agrupació Artístico-Musical Carròs (la Font d'en Carròs)
- Unió Artístico-Musical Sant Francesc de Borja de Gandia (Gandia)
- Centre Musical Beniopa (Beniopa - Gandia)
- Associació Musical Grau de Gandia (Grau - Gandia)
- Agrupació Musical Vernissa (Llocnou de Sant Jeroni - Almiserà)
- Unió Musical Miramar (Miramar)
- Societat Musical Santa Cecília d'Oliva (Oliva)
- Associació Artístico-Musical d'Oliva (Oliva)
- Associació Amics de la Música Palma de Gandia (Palma de Gandia)
- Agrupació Musical Palmera (Palmera)
- Agrupació Artístico-Musical Santa Bàrbara (Piles)
- Associació Artístico-Musical Sant Blai (Potries)
- Unió Musical Santa Cecília de Rafelcofer (Rafelcofer)
- Unió Musical Real de Gandia (Real de Gandia)
- La Rotovense Musical (Ròtova)
- Unió Musical Simat (Simat de la Valldigna)
- Societat Instructiva Unió Musical (Tavernes de la Valldigna)
- Agrupació MUsical de Vilallonga (Vilallonga)
- Unió Musical Xeraco (Xeraco)
- Societat Instructiva Unió Musical de Xeresa (Xeresa)

## Serrans
- Unió Musical Alcublana (les Alcubles)
- Unió Musical Santa Caterina d'Ares (Aras de los Olmos)
- Centre Instructiu Unió Musical de Bugarra (Bugarra)
- Unió Musical de Figueroles (Figueroles de Domenyo)
- Societat Músico-Cultural la Iessa (la Iessa)
- Societat Unió Musical Llosa del Bisbe (la Llosa del Bisbe)
- Societat Musical la Popular (Pedralba)
- Associació Cultural la Democràtica (Pedralba)
- Centre Instructiu Unió Musical de Sot de Xera (Sot de Xera)
- Societat Musical la Lira de Titaigües (Titaigües)
- Associació Centre Artístic Cultural de Toixa (Toixa)
- Unió Musical Santa Cecília del Vilar (el Vilar)
- Societat Musical Santa Cecília de Xelva (Xelva)
- Cercle Musical (Xestalgar)
- Societat Musical la Lira de Xulilla (Xulilla)

## València
- Agrupació Musical Benicalap (Benicalap)
- Centre Instructiu Musical de Benimaclet (Benimaclet)
- Societat Instructiva de l'Obrer Agrícola de Benimàmet (Benimàmet)
- Societat Musical Unió de Pescadors (Cabanyal)
- Banda de Música de Campanar (Campanar)
- Centre Instructiu Musical el Carme (El Carme) (banda desapareguda)
- Unió Musical Santa Cecília de Castellar-l'Oliveral (el Castellar i l'Oliveral)
- Centre Instructiu Musical Castellar l'Oliveral (el Castellar i l'Oliveral)
- Agrupació Musical Creu Coberta (Creu Coberta)
- Agrupació Musical Carrera Font de Sant Lluís (En Corts)
- Societat Ateneu Musical del Port (el Grau)
- Agrupació Musical Santa Cecília del Grau (el Grau)
- Societat Musical Barri de Malilla (Malilla)
- Agrupació Musical de Masarrojos (Massarrojos)
- Centre de Música i Dansa de Natzaret (Natzaret)
- Societat Musical dels Orriols (els Orriols)
- Societat Instructiu Musical del Palmar (El Palmar)
- Agrupació Musical Patraix (Patraix)
- Societat Musical Poblats Marítims (Poblats Marítims)
- Ateneu Musical l'Horta de la Punta (la Punta) (banda desapareguda)
- Agrupació Musical Sant Isidre (Sant Isidre)
- Unió Musical l'Horta de Sant Marcel·lí (Sant Marcel·lí)
- Centre Instructiu Musical Tendetes (Tendetes)
- Societat Musical la Unió de Tres Forques (Tres Forques)
- Unió Musical Amparo Iturbi (Malilla) (banda desapareguda)
- Centre Instructiu Musical Banda Parroquial de Torrefiel (Torrefiel)
- Associació Cultural Falla Jerónima Galés-Litògraf P. Abad (Patraix) (antiga General Barroso-Litògraf Pascual Abad)
- Associació Cultural Falla Arquebisbe Olaechea-Sant Marcel·lí (Sant Marcel·lí)
- Associació Cultural Aula de Música Divisi (Campanar)
- Associació Cultural Allegro (Arrancapins)
- Agrupació Musical Sant Josep de Pignatelli (Benicalap)
- Agrupació Musical Gayano Lluch (Torrefiel)
- Societat Musical Ciutat Vella (Ciutat Vella) (sense activitat)
- Unió Musical del Centre Històricde València (Ciutat Vella)
- Associació Música Jove (Benimaclet)

## Vall d'Albaida
- Agrupació Musical Agullent (Agullent)
- Unió Musical Ayelense (Aielo de Malferit)
- Unió Musical d'Albaida (Albaida)
- Cercle Musical la Primitiva Albaidense (Albaida)
- La Instructiva Musical (Alfarrasí)
- Agrupació Musical "LA BANDA" d'Alfarrasí (Alfarrasí)
- Unió Musical d'Atzeneta d'Albaida (Atzeneta d'Albaida)
- Unió Musical Belgidense (Bèlgida)
- Societat Musical Ben Bons (Bèlgida)
- Agrupació Musical Santa Anna de Bellús (Bellús)
- Societat Musical Beniatjarense (Beniatjar)
- Societat Musical Benicolet (Benicolet)
- Societat Musical la Tropical (Benigànim)
- Societat Instructiva Musical (Benigànim)
- Unió Musical Benissodense (Benissoda)
- Societat Musical Vila de Bocairent (Bocairent)
- Associació Unió Musical de Bocairent (Bocairent)
- Unió Musical Bufalí (Bufalí)
- Unió Musical Benicadell (Castelló de Rugat)
- Unió Artística Musical (Fontanars dels Alforins)
- Amics de la Música (Guadasséquies)
- Unió Musical Llutxent (Llutxent)
- Banda Artístico-Cultural (Montaverner)
- Agrupació Musical Montaverner (Montaverner)
- Unió Musical Montitxelvo (Montitxelvo)
- Societat Escola Musical Santa Cecília (l'Olleria)
- Agrupació Escola de Música la Nova de l'Olleria (l'Olleria)
- Societat Unió Artística Musical d'Ontinyent (Ontinyent)
- Societat Musical Tot per la Música (Ontinyent)
- Agrupació Musical Ontinyent (Ontinyent)
- Unió Musical la Raboseta (Otos)
- Societat Musical la Primitiva (el Palomar)
- Societat Musical la Nova del Palomar (el Palomar)
- Unió Musical la Pobla del Duc (la Pobla del Duc)
- Unió Musical Quatretondense (Quatretonda)
- Societat Musical la Lira (Quatretonda)
- Agrupació Musical la Nova (Quatretonda)
- Unió Musical el Ràfol de Salem (el Ràfol de Salem)
- Lira Musical de Salem (Salem)

## Vall de Cofrents
- Societat Musical Ayorense (Aiora)
- Entitat Musical Mestre Serrano (Cofrents)
- Unió Musical Santa Cecília de Cortes de Pallars (Cortes de Pallars)
- Societat Musical i Cultural Sant Blai (Teresa de Cofrents)
- Unió Musical de Xalans (Xalans)
- Societat Musical la Filarmònica de Xarafull (Xarafull)
- Unió Musical Santa Anna (Zarra)

## Vinalopó Mitjà
- Societat Unió Musical Algueñense (l'Alguenya)
- Ateneu Musical Mestre Gilabert (Asp)
- Associació Musico-Cultural Eldense Santa Cecília (Elda)
- Unió Musical de Fondó de les Neus (Fondó de les Neus)
- Unió Musical de Fondó dels Frares (Fondó dels Frares)
- Banda Musical la Lira (Montfort)
- Agrupació Musical l'Artística (Monòver)
- Societat Unió Musical l'Artística (Novelda)
- Societat Musical Santa Maria Magdalena de Novelda (Novelda)
- Societat Unió Musical de Petrer (Petrer)
- Societat Musical VErge del Remei (Petrer)
- Unió Musical Pinosense (el Pinós)
- Societat Instructiva Musical Romanense (la Romana)